# 1994 у відеоіграх

## Події
Nintendo у Лос-Анжелесі на виставці Winter Consumer Electronics Show оголошує цей рік «Роком катриджів». Передбачається продати 112 мільйонів штук для всіх видів приставок.
Засновано Entertainment Software Association (ESA) — американську асоціація виробників ПЗ і комп'ютерних ігор. Створено Entertainment Software Rating Board — недержавну організацію, яка займається оцінкою і наступним присвоєнням рейтингу відеоіграм та іншому розважальному програмному забезпеченню, що продається на території Канади і США.
Журнал про відеоігри Game Zero Magazine перестає робити друковані випуски і переходить до онлайн-формату.
У листопаді помирає Вільям Гіґінботем, творець однієї з перших відеоігор Tennis for Two.

## Релізи
- Darkstalkers від Capcom — файтинг в мультиплікаційному стилі.
- Donkey Kong Country від Rare — платформер для SNES (відзначився великою кількістю графіки, зробленої революційною тоді технологією 3D рендерингу).
- Doom II: Hell on Earth від id Software — FPS, продовження популярної гри Doom.
- Earthworm Jim від Shiny Entertainment — платформер про супергероя-хробака.
- Heretic від id Software — FPS, перша гра серії (поставлялась з DWANGO, одним з перших сервісів для гри через інтернет).
- Jagged Alliance від Sir-tech Software, Inc. — покрокова тактична рольова гра, перша гра серії.
- Killer Instinct від Rare — файтинг для ігрових автоматів, перша гра серії (графіка також повністю зроблена технологією 3D рендерингу).
- Master of Magic від MicroProse — покрокова фентезі-стратегія.
- Point Blank від Namco — шутер для ігрових автоматів із світловим пістолетом.
- Sonic the Hedgehog 3 від Sega — продовження серії платформерів про їжака Соніка.
- TIE Fighter від LucasArts — авіасимулятор космічного винищувача з серії Star Wars.
- Super Metroid від Nintendo — SNES-платформер, продовження Metroid що вийшла на NES.
- System Shock від Looking Glass Studios — Action RPG від першого лиця, перша гра у серії.
- Tekken від Namco для ігрових автоматів — файтинг, перша гра серії (і один з перших 3d-файтингів).
- The Need for Speed від Electronic Arts — автосимулятор, перша частина популярної згодом серії автоперегонів.
- Transport Tycoon Кріса Соєра — симулятор транспортної компанії.
- X-Com: UFO Defense від MicroProse — покрокова тактична стратегія, перша гра серії.
- Warcraft: Orcs & Humans від Blizzard Entertainment — стратегія в реальному часі, перша частина серії (а також один із засновників жанру).
- Wing Commander III: Heart of the Tiger від Origin Systems — авіасимулятор космічного винищувача.
- Corridor 7: Alien Invasion[en] від GameTek[en] і IntraCorp[en] — шутер на допрацьованому рушії «Wolfenstein 3D».
- Panzer General від Strategic Simulations — покрокова стратегія, дії якої відбуваються під час Другої світової війни.

## Пристрої

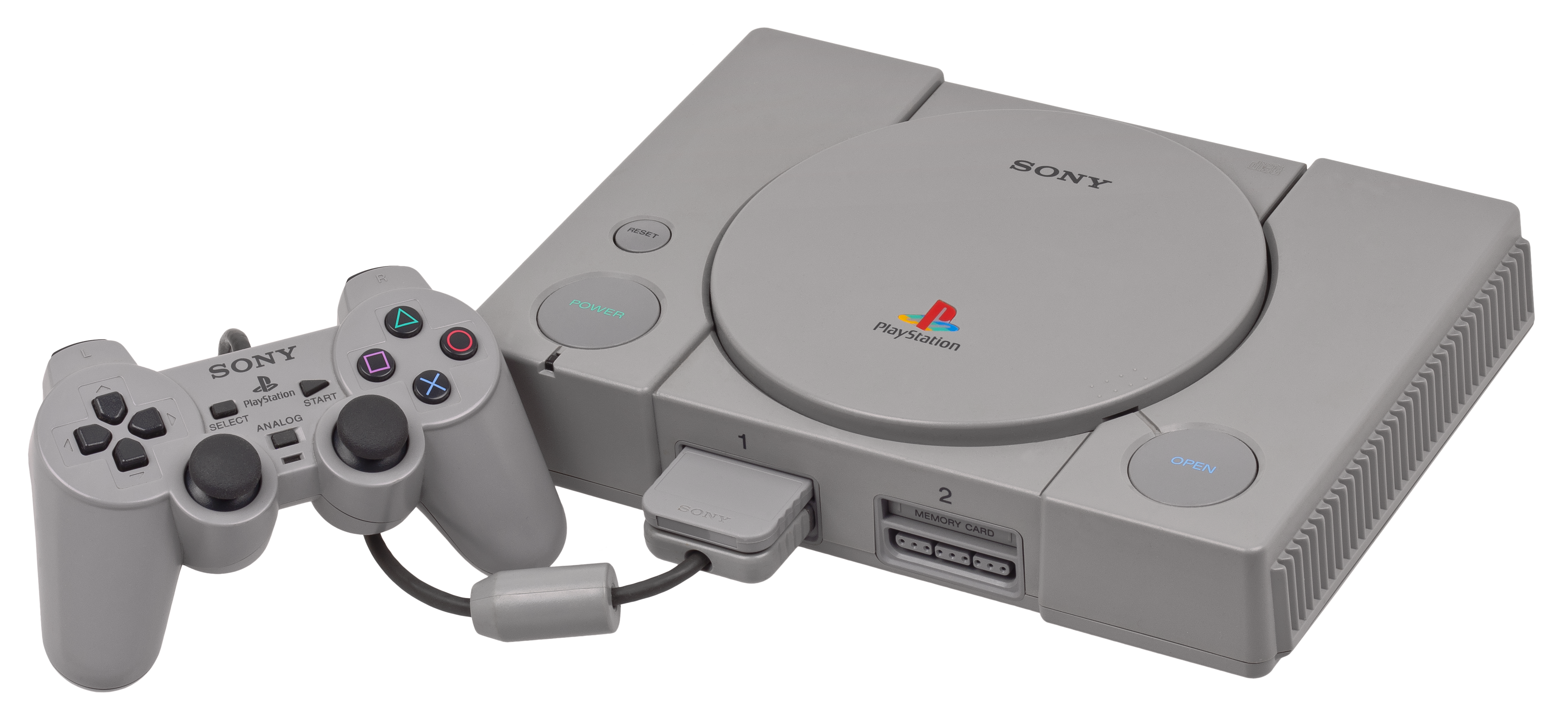
Гральна консоль PlayStation що вперше вийшла в Японії

- Sony випускає гральну консоль PlayStation в Японії. В решті країн світу цю консоль буде випущено наступного року.
- Sega випускає Sega Saturn у Японії. Як і у випадку з PlayStation, інші країни світу отримають цей пристрій майже через рік.

Інші приставки, що були випущені цього року:
- Aiwa випускає Aiwa Mega-CD, тільки в Японії
- Bandai випускає Playdia
- NEC випускає PC-FX
- Sega у Північній Америці випускає Sega Nomad — портабельний варіант Sega Genesis.
- SNK випускає Neo Geo CD

## Компанії
- Оголошено про банкрутство Commodore International — виробника комп'ютерів Commodore 64 та Amiga.
- Засновано Neversoft Entertainment — майбутніх розробників Guitar Hero.
- Компанію Silicon & Synapse перейменовано на Blizzard Entertainment.
- Засновано компанію Ubisoft Montpellier.